# Nigersaurus

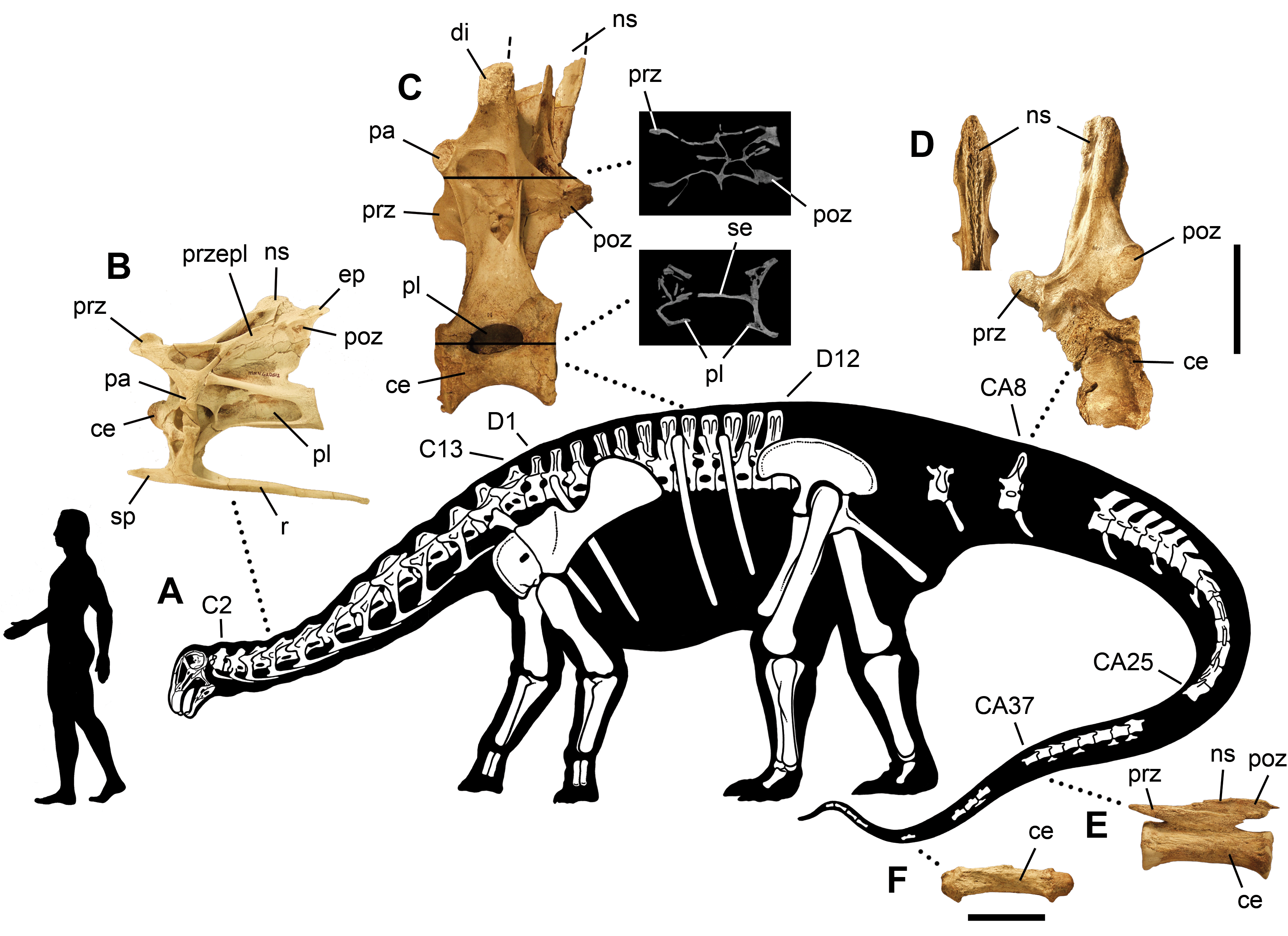
Kostra nigersaura

Nigersaurus („Ještěr z Nigeru“) byl rod středně velkého sauropodního dinosaura, který žil v oblasti dnešní jižní Sahary v období spodní křídy (geologický věk alb, asi před 118 až 110 miliony let).

## Rozměry
Dosahoval délky jen asi 9 metrů a hmotnosti kolem 2000 kilogramů, takže byl mnohem menší než obří sauropodi, jako byl Argentinosaurus. Podle paleontologa Thomase R. Holtze, Jr. však dosahoval délky 15 metrů a hmotnosti přes 5 tun.

## Historie a popis

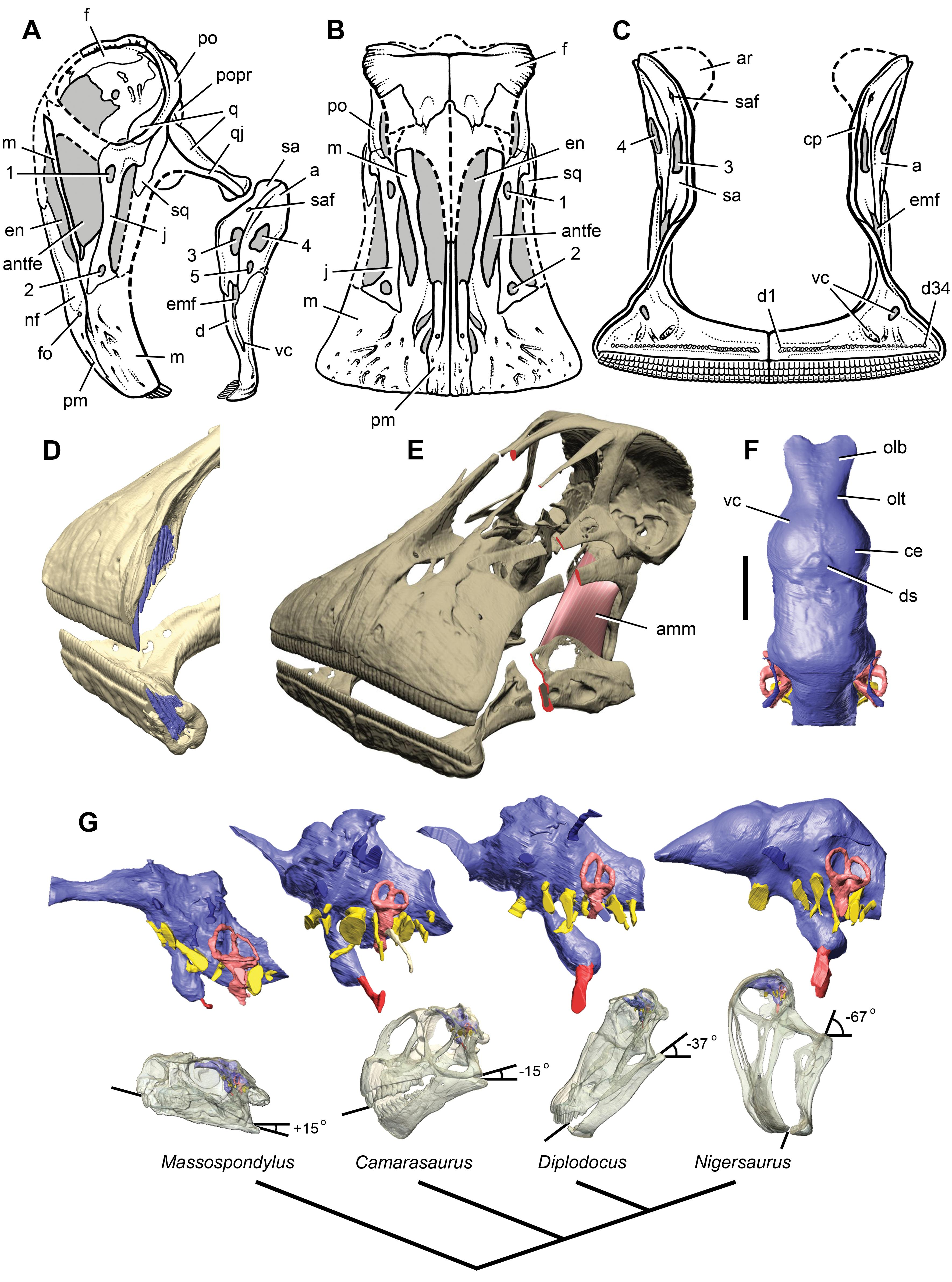
Moderní výzkum lebky nigersaura za pomocí počítačové tomografie.

Jeho fosilie byly poprvé objeveny již v 50. letech 20. století francouzskou expedicí, ale až v roce 1976 neformálně popsal tento rod Phillip Taquet. V roce 2005 se podařilo jinému paleontologovi, Paulu Serenovi (USA) poprvé popsat i křehké kranium (lebku) tohoto zvláštního sauropoda. Po prozkoumání CT-skenem vyšlo najevo, že jeho tlama byla enormně rozšířená a obsahovala baterie 500–600 obnovovatelných zubů. K obnově dentice docházelo přibližně každých 14 dní. Dinosaurův krk směřoval dolů, takže zřejmě spásal přízemní vegetaci, kterou doslova „luxoval“. Jde o zvláštní a málo častou adaptaci u sauropodních dinosaurů.